# Glennes

Glennes este o comună în departamentul Aisne din nordul Franței. În 1 ianuarie 2018 avea o populație de 209 de locuitori.